# Залізний демон
«Залізний демон» (англ. The Devil in Iron) — одне з оповідань американського письменника Роберта Говарда про Конана з Кіммерії, події якого відбуваються в вигаданої автором Хайборійській ері.
Оповідання було вперше опубліковане в серпні 1934 року в журналі «Weird Tales».
З огляду на запозичення з оповідання «Залізні тіні під місяцем» (англ. «Iron Shadows in the Moon») і хиби сюжету, це оповідання деякими з послідовників Говарда розглядається як найслабше оповідання з ранніх творів Говарда про Конана. Твір примітний для українських читачів тим, що автор використовує в ньому слова «козак» і «гетьман».

## Сюжет

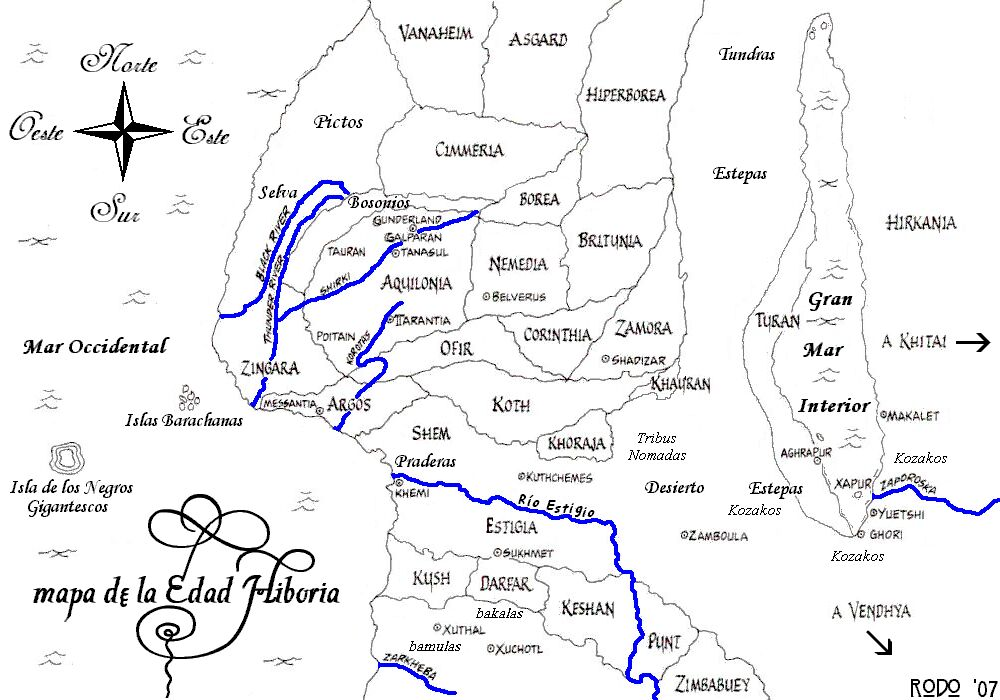
Мапа світу Хайборійської ери. На мапі присутні землі племені юетші, а також землі козаків на півдні на заході від моря Вілаєт

Човен рибалки з народу юетші розбивається об скелі безлюдного острова Ксапур, розташованого у внутрішньому морі Вілаєт. Рибалка бачить, як в острів вдаряє страшний удар блискавки. Цікавість жене його до руїн покинутого міста, де в розбитому склепі він бачить величезного небіжчика, що добре зберігся. На грудях небіжчика лежить ніж. Рибалка бере ніж, після чого гігант оживає і ламає грабіжникові шию.
Джехунгір Ага, намісник Хаварізма, виношує план, як вбити Конана, гетьмана (ватажка) козаків, які спустошують східні кордони імперії Туран. Знаючи, що Конан шанувальник жіночої краси, він включає до складу туранської делегації, які ведуть переговори з козаками, полонянку Октавію. Після цього рибалка юетші розповідає Конану, що Октавія втекла і попливла на скелястий острів Ксапур. Джехунгір Ага знає, що до острова можна причалити тільки в одному місці, і чекає на сусідньому острові у засідці появи Конана. Однак Октавія справді тікає, перетинає вплав протоку і піднімається в джунглі Ксапура, де потрапляє в полон.
Зранку Конан висаджується на острові і в глибині його бачить замість стародавніх руїн, які він звик там бачити, велике кам'яне місто. Гетьман потрапляє за стіни, заходить в один з будинків і зустрічає там напівсонну дівчину, яка сприймає його за одного з найманців, які обороняли місто Дагон проти юетші. Вона згадує, як один з юетші зарізав її, і занурюється в сон. Конан чує, як за дверима до нього наближається надприродна тварина, знаходить вхід до підземелля і по тунелю виходить до центрального палацу. В одній з кімнат він чує монолог демона Хозатрала Хела, володаря Дагона.
| | \| «У Безодні не було життя, за винятком того, що було в мені.». — мовив голос — «Не було також ні світла, ні руху, ні звуку. Тільки спонукання позаду і за межами життя вело і рухало мене в моїй подорожі догори: сліпого, байдужого, непохитного. Я піднімався від епохи до епохи, через постійні шари темряви» \| Оригінальний текст (англ.) "...There was no life in the Abyss, save that which was incorporated in me,” it tolled. “Nor was there light, nor motion, nor any sound. Only the urge behind and beyond life guided and impelled me on my upward journey, blind, insensate, inexorable. Through ages upon ages, and the changeless strata of darkness I climbed.”" |
| «У Безодні не було життя, за винятком того, що було в мені.». — мовив голос — «Не було також ні світла, ні руху, ні звуку. Тільки спонукання позаду і за межами життя вело і рухало мене в моїй подорожі догори: сліпого, байдужого, непохитного. Я піднімався від епохи до епохи, через постійні шари темряви» | |

Тисячі років тому Хел виповз із Безодні. Його тілесна оболонка не піддавалася ніякій зброї. У своїх мандрах він знайшов примітивне плем'я, що населяє острів Ксапур, і став їхнім богом. Остров'яни побудували місто Дагон і приносили жертви Хелу. Незабаром на береги моря Вілаєт прийшло плем'я юетші, але вони були переможені і поневолені на ціле покоління. Їхній жрець викував чарівний ніж з метеорита, проти якого магія Хела була безсила. Повсталі юетші вирізали всіх жителів Дагона, але жрець не став вбивати Хела, а лише поклав йому ніж на груди, маючи намір використовувати загрозу його звільнення в своїх цілях. Минули століття, Дагон розсипався на прах, а нащадки юетші вели жалюгідне існування. Один з них спокусився на ніж і звільнив Хела, той убив визволителя, відновив місто заново і воскресив жителів.
Конан вступає в сутичку з Хелом і ледь залишається в живих. Він зустрічає Октавію і видобуває чарівний ніж, вбивши величезну змію, що охороняла його. Хел вибігає з міста і вбиває лучників Аги, які підійшли до будівель. Озброєний чарівним ножем, Конан вбиває Хела, місто Дагон знову перетворюється в руїни. Далі відбувається бій між Конаном та Агою. Конан з Октавією покидають острів, а Конан обіцяє їй, що спалить Хаварізм, щоб висвітлити їй дорогу до його намету.

## Козаки Хайборійської ери
Створюючи всесвіт Хайборійської ери (світ Конана) Роберт Говард, неодноразово використовував назви реальних історичних племен, народів, а також назви місцин, де відбуваються події. Це в першу чергу стосується кіммерійців, народу який мешкав у межах сучасної України в IX—VII століттях до н. е. Серед таких нашарувань реальності і вигадки у автора з'являються і козаки (англ. kozak). Козаки у Говарда — кочовики, які сформувалися зі злочинців, бідняків, рабів-утікачів та солдатів-дезертирів. Ці люди, які згодом склали своєрідну націю, визнавали лише свої закони і стали доволі вагомою силою, котра вже могла загрожувати сусіднім державам. Козаки мали свою мову, а сама назва «козак», цією мовою мала значення (в залежності від перекладу книги): руйнівник, пропаща людина чи нікудишня людина (англ. wastrel). Самі козаки мешкали між внутрішнім морем Вілаєт та східними кордонами хайборійських держав, а також біля гірканських земель. Запорозькі козаки мали таку назву від назви річки Запорозка (англ. Zaporoska River), саме там мав свій військовий табір Конан. Як козак, Конан вказується в оповіданнях неодноразово, але в «Залізному демоні», він вже вказується як гетьмам козаків, що об'єднав доволі велику ватагу.
|                              | \| "Я – Конан, гетьман козаків" \| Оригінальний текст (англ.) "I am Conan, a hetman among the kozaks" |
| "Я – Конан, гетьман козаків" | |

## Цікаві факти
- Плем'я юетші (англ. Yuetshi) зустрічається також в інших оповіданнях про Конана. Вождь юетші, в оповіданні «Дорога орлів» як лайку використовує ім'я Хозатрала Хела.